# 岡田菜々美
岡田 菜々美（おかだ ななみ、1997年7月18日 - ）は、日本の女優。東京都出身。ヴィヴィアン所属。お茶の水女子大学舞踊教育学コース卒業。

## 出演

### テレビドラマ
- 量産型リコ -プラモ女子の人生組み立て記- 第4話（2022年6月30日、テレビ東京）
- ドラマ10 しもべえ（2022年1月17日、NHK総合） - 広瀬明里 役
- TOKYO VICE（2022年、WOWOW）
- モトカレ←リトライ 第1話（2022年4月8日、毎日放送）
- TOKYO MER〜走る緊急救命室〜 第4話（2021年 TBS系日曜劇場）
- 黒鳥の湖 第2話（2021年7月24日、WOWWOWプライム） - バレエ講師 役
- 飯を喰らひて華と告ぐ 第10話（2024年9月10日、MXテレビ） - 女性 役[3]

### 配信ドラマ
- 全裸監督2 第1話（2021年6月24日、Netflix） - wink鈴木 役

### CM
- ビックカメラ TVCM「買い替え祭」
- IoT-EX株式会社「Biz Mobile Go！」Web CM
- みずほフィナンシャルグループ
- ニフティ不動産 「ニフティ不動産アプリ」
- アサヒ 1本満足バープロテイン「満足ラップだYO」篇
- オープンエイト ビデオブレイン「駆け抜けて、宣伝部長」篇
- Amazon Japan「Prime Video」
- 花王「花王ビオレZ」

### その他 広告
- 「ピザーラ」店舗前広告イメージモデル
- ポケモンTシャツ イメージモデル
- ダムド 自動車カスタムメーカー HPコンテンツモデル
- フリーペーパー「女の子の主張」掲載
- セガ「プリクラ」モデル
- 財団法人日本宝くじ協会「2020カレンダー」

### MV
- 2023 日向坂46 清水理央「真夜中ミッドナイト」

### 舞台
- ドラマデザイン社公演「どーるはうす」 日景 役
- 山口ちはるプロデュース「ビニール袋ソムリエ2021」 ドン子 役
- アルティメット古事記 LIVEDOG GIRLS うずめ 役

## 受賞歴
- ミスiD 新しいヒロイン賞 （2022年）『講談社』
- 全国高校・大学ダンスフェスティバル（神戸）文部科学大臣賞受賞（2018年）